# You Blew It!
You Blew It! ist eine 2009 gegründete US-amerikanische Rockband aus Orlando, Florida. Sie wird der neu aufgekommenen Emo-Revival-Welle zugeschrieben.

## Geschichte
Die Gruppe wurde im Jahr 2009 von den Musikern Tanner Jones, welcher als Gitarrist und Sänger fungiert, Timothy Flynn und Matt Messore in Orlando im Bundesstaat Florida gegründet. Nach mehreren Besetzungswechseln besteht die Band aus Sänger/Gitarrist Jones, Trevor O’Hare, welcher ebenfalls singt und Gitarre spielt, Gitarrist Andrew Anaya sowie aus Bassist Andrew Vila und Schlagzeuger Matthew Nissley.
Noch im Gründungsjahr wurde eine unbenannte EP veröffentlicht, auf die 2010 die zweite EP namens The Past in Present folgte. Nach einer Unterschrift beim US-amerikanischen Independent-Label Topshelf Records erschien im April 2012 das Debütalbum Grow Up, Dude. Im Februar des Jahres 2013 brachte die Band gemeinsam mit der ebenfalls in Florida ansässigen Band Fake Problems eine Split-EP namens Florida Doesn't Suck auf dem Markt. Im Jahr 2014 folgte schließlich das zweite Album, das Keep Doing What You're Doing heißt und eine Platzierung in den US-amerikanischen Albumcharts erreichen konnte. Ende des gleichen Jahres erschien zudem die EP You Blue It, die Coverversionen von Weezer aus deren blauen Album enthält. Über Jade Tree Records veröffentlichte die Band die nächste EP unter dem Titel Pioneer of Nothing auf der 2016 die EP Pulse, welche in Eigenregie veröffentlicht wurde, folgte. Im November 2016 brachte You Blew It! das dritte Studioalbum Abendrot über Triple Crown Records auf dem Markt.
You Blew It! absolvierte bereits Konzertreisen mit Coheed and Cambria und Say Anything. Außerdem spielte die Gruppe auch Headliner-Konzertreisen in den Vereinigten Staaten und Kanada.

## Diskografie

### Alben
| Jahr | Titel Musiklabel                              | Höchstplatzierung, Gesamtwochen, AuszeichnungChartsChartplatzierungen (Jahr, Titel, Musiklabel, Platzierungen, Wochen, Auszeichnungen, Anmerkungen) | Anmerkungen                             |
| Jahr | Titel Musiklabel                              | US | Anmerkungen                             |
| ---- | --------------------------------------------- | --- | --------------------------------------- |
| 2012 | Creatures Topshelf Records                    | — | Erstveröffentlichung: 24. April 2012    |
| 2014 | Keep Doing What You’re Doing Topshelf Records | US198 (1 Wo.)US | Erstveröffentlichung: 14. Januar 2014   |
| 2016 | Abendrot Triple Crown Records                 | — | Erstveröffentlichung: 11. November 2016 |

### EPs
- 2009: Unbenannte EP
- 2010: The Past in Present
- 2012: The Fest (Split-EP mit Into It. Over It., Misser und State Lines, limitiert auf 250 Exemplare)[6]
- 2013: Florida Doesn't Suck (Split-EP mit Fake Problems, Topshelf Records)
- 2014: You Blue It (Cover-EP, Topshelf Records)
- 2015: Pioneer of Nothing (Jade Tree Records)
- 2016: Pulse